# 1986 في الصومال
فيما يلي قائمة بالأحداث التي حدثت خلال عام 1986 في جمهورية الصومال الديمقراطية.

## السياسة
- الرئيس: سياد بري

## الأحداث
استمرار التمرد صومالي

### يناير
- يناير – التقى الرئيس الصومالي سياد بري بنظيره الإثيوبي منغيستو هيلا مريم في جيبوتي لتطبيع العلاقات بين البلدين.[1]

### مايو
- 23 مايو – أصيب الرئيس سياد بري بجروح خطيرة بعد تعرضه لحادث سير بالقرب من العاصمة مقديشو حيث اصطدمت السيارة التي كانت تقله بمؤخرة حافلة خلال عاصفة ممطرة.[2] وعولج في أحد مستشفيات المملكة العربية السعودية من إصابات في الرأس وكسور في الضلوع وصدمة على مدى شهر. [3]

### ديسمبر
- 23 ديسمبر – أُجريت انتخابات رئاسية نتج عنها إعادة انتخاب سياد بري رئيسا لولاية أخرى.[4]